# Taranes
Taranes (en asturiano y oficialmente: Tarañes) es una parroquia asturiana del municipio de Ponga situada en las estribaciones del Tiatordos y de Peña Taranes.[cita requerida] En 2017, según el INE, tenía 70 habitantes, repartidos en los tres siguientes barrios:
- Taranes (Tarañes) - 48 habitantes
- Tanda - 18 habitantes
- Valle del Moro (Vallimoru) - 4 habitantes

El nombre de Taranes proviene del dios celta Taranis o Taranos.[cita requerida]